# Viktor Potapov
Viktor Potapov (ryska: Виктор Яковлевич Потапов), född 29 mars 1947 i Dolgoprudnyj i Moskva oblast, död 10 december 2017 i Dolgoprudnyj, var en sovjetisk seglare.
Han tog OS-brons i finnjolle i samband med de olympiska seglingstävlingarna 1972 i München.